# Pyridiniumchlorochromat
Pyridiniumchlorochromat (Abkürzung PCC, auch Corey-Reagenz, benannt nach dem Nobelpreisträger Elias James Corey Jr.) ist ein in der Organischen Chemie häufig eingesetztes starkes Oxidationsmittel. Es kann verwendet werden, um aus primären Alkoholen entweder Aldehyde (unter wasserfreien Bedingungen) oder Carbonsäuren darzustellen. Aufgrund der Toxizität und der karzinogenen Wirkung von Chrom(VI)-Verbindungen sollte nach Möglichkeit von der Verwendung von PCC abgesehen werden, wenn andere Methoden wie die Swern-Oxidation oder die Oxidation mit dem Radikal TEMPO in Betracht kommen.

## Darstellung
Dargestellt werden kann Pyridiniumchlorochromat durch Reaktion von Pyridin, Chrom(VI)-oxid und konzentrierter Salzsäure.
{\displaystyle \mathrm {C_{5}H_{5}N+CrO_{3}+HCl\longrightarrow [C_{5}H_{6}N]^{+}[CrO_{3}Cl]^{-}} }